# Petr Uher (orientační běžec)
Petr Uher (* 21. září 1950 Praha) je bývalý československý reprezentant v orientačním běhu. Jeho největším úspěchem je bronzová medaile ze štafetového závodu mistrovství světa v roce 1979, kterou vybojoval spolu se Zdeňkem Lenhartem, Jiřím Ticháčkem a Jaroslavem Kačmarčíkem.

## Sportovní kariéra

### Umístění na MS
| Mistrovství světa v orientačním běhu | Mistrovství světa v orientačním běhu | Mistrovství světa v orientačním běhu |
| Rok                                  | Klasika                              | Štafety                              |
| ------------------------------------ | ------------------------------------ | ------------------------------------ |
| Staré Splavy 1972                    | 5. místo                             | 4. místo                             |
| Viborg 1974                          | 32. místo                            |                                      |
| Aviemore 1976                        | 11. místo                            | 4. místo                             |
| Konsberg 1978                        | 18. místo                            | 5. místo                             |
| Tampere 1979                         |                                      | 3. místo                             |

### Umístění na MČSR
| Mistrovství Československa v orientačním běhu | Mistrovství Československa v orientačním běhu | Mistrovství Československa v orientačním běhu | Mistrovství Československa v orientačním běhu | Mistrovství Československa v orientačním běhu | Mistrovství Československa v orientačním běhu | Mistrovství Československa v orientačním běhu | Mistrovství Československa v orientačním běhu |
| Ročník                                        | Kategorie                                     | Klasická trať                                 | Krátká trať                                   | Dlouhá trať                                   | Noční                                         | Členství v klubu                              |                                               |
| --------------------------------------------- | --------------------------------------------- | --------------------------------------------- | --------------------------------------------- | --------------------------------------------- | --------------------------------------------- | --------------------------------------------- | --------------------------------------------- |
| MČSR 1967                                     | H18 - starší dorostenci                       | 13. místo                                     |                                               |                                               |                                               |                                               |                                               |
| MČSR 1968                                     | H18 - starší dorostenci                       | 10. místo                                     |                                               |                                               |                                               |                                               |                                               |
| MČSR 1969                                     | H19 - junioři                                 | 4. místo                                      |                                               |                                               |                                               | USK Praha                                     |                                               |
| MČSR 1970                                     | H21 - muži                                    | 11. místo                                     |                                               |                                               |                                               | VSK ČVUT Fakulta Stavební Praha               |                                               |
| MČSR 1971                                     | H21 - muži                                    | 1. místo                                      |                                               | 3. místo                                      | 7. místo                                      | VSK ČVUT Fakulta Stavební Praha               |                                               |
| MČSR 1972                                     | H21 - muži                                    | 10. místo                                     |                                               | 7. místo                                      |                                               | VSK ČVUT Fakulta Stavební Praha               |                                               |
| MČSR 1973                                     | H21 - muži                                    | 4. místo                                      |                                               | 10. místo                                     | 13. místo                                     | VSK ČVUT Fakulta Stavební Praha               |                                               |
| MČSR 1974                                     | H21 - muži                                    | 4. místo                                      |                                               |                                               |                                               | KOB Dobruška                                  |                                               |
| MČSR 1975                                     | H21 - muži                                    | 6. místo                                      |                                               |                                               |                                               | KOB Dobruška                                  |                                               |
| MČSR 1975                                     | H21 - muži                                    |                                               |                                               | 2. místo                                      | disk                                          | OK Jiskra Nový Bor                            |                                               |
| MČSR 1976                                     | H21 - muži                                    | 18. místo                                     |                                               | 6. místo                                      |                                               | OK Jiskra Nový Bor                            |                                               |
| MČSR 1977                                     | H21 - muži                                    | 7. místo                                      |                                               | 4. místo                                      | 7. místo                                      | OK Jiskra Nový Bor                            |                                               |
| MČSR 1978                                     | H21 - muži                                    | 13. místo                                     |                                               | 7. místo                                      |                                               | OK Jiskra Nový Bor                            |                                               |
| MČSR 1979                                     | H21 - muži                                    | 2. místo                                      |                                               | 7. místo                                      |                                               | OK Jiskra Nový Bor                            |                                               |
| MČSR 1980                                     | H21 - muži                                    |                                               |                                               | 1. místo                                      | 19. místo                                     | OK Jiskra Nový Bor                            |                                               |
| MČSR 1981                                     | H21 - muži                                    | 9. místo                                      |                                               | 13. místo                                     |                                               | USK Praha                                     |                                               |
| MČSR 1982                                     | H21 - muži                                    | 24. místo                                     |                                               |                                               |                                               | USK Praha                                     |                                               |
| MČSR 1983                                     | H21 - muži                                    | 26. místo                                     |                                               |                                               |                                               | USK Praha                                     |                                               |
| MČSR 1984                                     | H21 - muži                                    | 36. místo                                     |                                               |                                               |                                               | USK Praha                                     |                                               |
| MČSR 1985                                     | H21 - muži                                    | 27. místo                                     |                                               |                                               |                                               | USK Praha                                     |                                               |